# Список глав правительства Кот-д’Ивуара
Список глав правительства Кот-д’Ивуара включает лиц, занимавших этот пост в Кот-д’Ивуаре. В списке принято выделение двух периодов существования отдельного поста руководителя правительства в стране, при этом в историографии обычно выделяют три республиканских периода по действующим в них конституциям (по аналогии с выделением периодов истории Французской Республики):
- Первая республика (фр. La 1re république) — Конституция 26 марта 1959 года[фр.] (подтверждена 3 ноября 1960 года)[1];
- Вторая республика (фр. La 2e république) — Конституция 1 августа 2000 года[фр.][2];
- Третья республика (фр. La 3e république) — Конституция 8 ноября 2016 года[фр.][3][4].

В настоящее время правительство возглавляет Премьер-министр Республики Кот-д’Ивуар (фр. Premier ministre de la République de Côte d'Ivoire). До 12 октября 1985 года в русском языке использовалось наименование страны Республика Берег Слоновой Кости, являвшееся переводом с французского языка. Позже по требованию ивуарийцев стало использоваться современное русское название страны, являющееся транслитерацией.
Применённая в первом столбце таблиц нумерация является условной. Также условным является использование в первых столбцах цветовой заливки, служащей для упрощения восприятия принадлежности лиц к различным политическим силам без необходимости обращения к столбцу, отражающему партийную принадлежность. Также отражён различный характер полномочий главы правительства (например, единый срок нахождения во главе правительства Огюста Дениза в 1957—1959 годах разделён на периоды, когда он являлся вице-президентом правительственного совета, затем его президентом и, наконец, президентом временного правительства). Последовательные периоды формирования правительства одним лицом (например, четыре кабинета Паскаля Аффи Н’Гессана в 2000—2003 годах) показаны раздельно. В столбце «Выборы» отражены состоявшиеся выборные процедуры или иные основания, по которым лицо стало главой правительства. Наряду с партийной принадлежностью, в столбце «Партия» также отражён внепартийный (независимый) статус персоналий.

## Первый период (1957—1960)
Впервые правительство во французской заморской территории Кот-д’Ивуар (в составе Французской Западной Африки) было сформировано 17 мая 1957 года после проведения 31 марта 1957 года выборов в её Территориальную ассамблею. Формально правительство возглавил глава колониальной администрации, вице-президентом правительственного совета стал представитель Демократической партии Кот-д’Ивуара — Африканского демократического собрания Огюст Дениз (26 июля 1958 года получивший полномочия президента совета). При создании 4 декабря 1958 года входящей во Французское сообщество Автономной Республики Кот-д’Ивуар (фр. République autonome de Côte d'Ivoire) правительственный совет был преобразован во временное правительство. В конституции, утверждённой 26 марта 1959 года Территориальной ассамблеей, и позже подтверждённой законом, обнародованным Национальным собранием независимого Кот-д’Ивуара 4 ноября 1960 года, была закреплена однопартийная система. После проведения 12 апреля 1959 года парламентских выборов основатель единственной Демократической партии — Африканского демократического собрания Феликс Уфуэ-Буаньи 30 апреля 1959 года сформировал постоянное правительство, став премьер-министром страны. После провозглашения независимости Кот-д’Ивуара 7 августа 1960 года он стал главой государства (фр. Chef d'état), а приняв 7 декабря 1960 года президентскую присягу, ввёл прямое президентское управление правительством, упразднив отдельный пост его главы.
|                | Портрет        | Имя (годы жизни)                                                                            | Полномочия     | Полномочия                                                                                         | Партия                                                                     | Выборы | Должность                                                                              | Пр.                  |
| Начало         | Портрет        | Имя (годы жизни)                                                                            | Окончание      | | Партия                                                                     | Выборы | Должность                                                                              | Пр.                  |
| -------------- | -------------- | ------------------------------------------------------------------------------------------- | -------------- | -------------------------------------------------------------------------------------------------- | -------------------------------------------------------------------------- | ------ | -------------------------------------------------------------------------------------- | -------------------- |
| 1 (I)          |                | Марсель-Огюст Дениз (1906—1991) фр. Marcel Auguste Denise                                   | 17 мая 1957    | 26 июля 1958                                                                                       | Демократическая партия Кот-д’Ивуара — Африканское демократическое собрание | 1957   | вице-президент правительственного совета фр. Vice-président du conseil de gouvernement | [ 10 ]               |
| 1 (I)          | 26 июля 1958   | Марсель-Огюст Дениз (1906—1991) фр. Marcel Auguste Denise                                   | 4 декабря 1958 | президент правительственного совета фр. Président du conseil de gouvernement                       | Демократическая партия Кот-д’Ивуара — Африканское демократическое собрание | 1957   |                                                                                        | [ 10 ]               |
| 1 (I)          | 4 декабря 1958 | Марсель-Огюст Дениз (1906—1991) фр. Marcel Auguste Denise                                   | 30 апреля 1959 | председатель временного правительства фр. Président du gouvernement par intérim                    | Демократическая партия Кот-д’Ивуара — Африканское демократическое собрание | 1957   |                                                                                        | [ 10 ]               |
| 2              |                | Феликс Уфуэ-Буаньи (1905—1993) фр. Félix Houphouët-Boigny урожд. Диа Уфуэ фр. Dia Houphouët | 30 апреля 1959 | 7 августа 1960                                                                                     | Демократическая партия Кот-д’Ивуара — Африканское демократическое собрание | 1959   | премьер-министр фр. Premiers ministres (автономная республика)                         | [ 11 ] [ 12 ] [ 13 ] |
| 2              | 7 августа 1960 | Феликс Уфуэ-Буаньи (1905—1993) фр. Félix Houphouët-Boigny урожд. Диа Уфуэ фр. Dia Houphouët | 7 декабря 1960 | премьер-министр и глава государства фр. Premiers ministres et Chef d'état (независимая республика) | Демократическая партия Кот-д’Ивуара — Африканское демократическое собрание | 1959   |                                                                                        | [ 11 ] [ 12 ] [ 13 ] |
| пост упразднён |                |                                                                                             |                | |                                                                            |        |                                                                                        |                      |

## Второй период (с 1990)

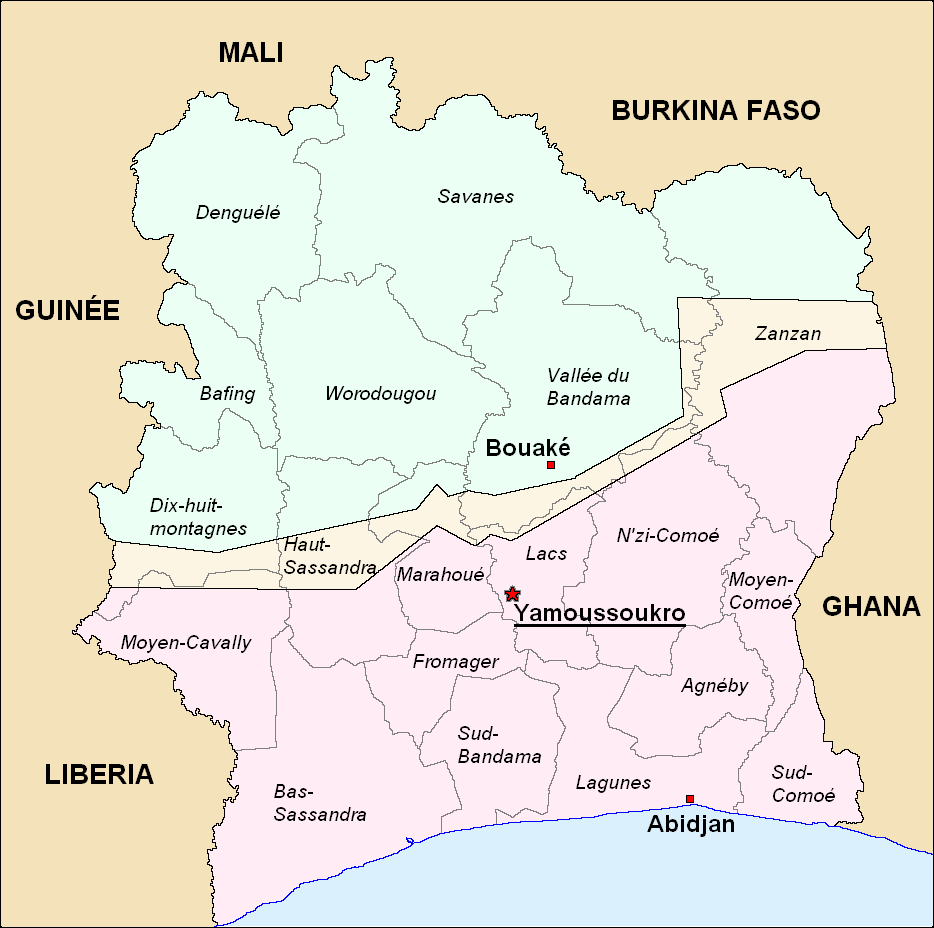
Зоны контроля правительства и повстанцев, с буферной зоной, ликвидированной в 2007 году

Пост премьер-министра был восстановлен президентом Феликсом Уфуэ-Буаньи в преддверии назначенных на 25 ноября 1990 года первых многопартийных парламентских выборов. 7 ноября 1990 года премьер-министром был назначен Алассан Уаттара. Вскоре после смерти Уфуэ-Буаньи его преемник на посту президента Конан Бедье назначил премьер-министром Каблана Дёнкана. 24 декабря 1999 года в результате государственного переворота президент Бедье и премьер-министр Дёнкан были отстранены от власти. На следующий день был сформирован Национальный комитет общественного спасения (фр. Président du Comité national de salut public), который возглавил бывший начальник штаба национальной армии отставной бригадный генерал Робер Геи. 4 января 2000 года он сформировал кабинет с участием представителей оппозиции, временно оставив вакантным пост премьер-министра, на который 18 мая 2000 года был назначен Седу Диарра. После победы на состоявшихся 22 октября 2000 года президентских выборах лидера Ивуарийского народного фронта Лорана Гбагбо премьер-министром был назначен Паскаль Аффи Н’Гессан. 19 сентября 2000 года после восстания уволенных по подозрению в нелояльности солдат началась гражданская война, в ходе которой под контроль мятежников перешло до 2/3 территории страны (в северной части). Кроме внутриполитических противников, в конфликте участвовали французские экспедиционные силы, войска стран ЭКОВАС, миротворческий контингент ООН (27 февраля 2004 года организованный в силы UNOCI). В условиях конфликта Гбагбо предоставил пост премьер-министра независимым политикам: сначала вновь Дьярре, позже — Шарлю Банни.
4 марта 2007 года президент Гбагбо подписал соглашение о прекращении конфликта с лидером военно-политической коалиции «Новые силы Кот-д’Ивуара» Гийомом Соро, который сформировал новое правительство. Несмотря на ликвидацию к 22 декабря 2007 года буферной зоны, про-президентские силы не смогли восстановить контроль над севером страны. Новые президентские выборы состоялись только в 2010 году: 31 октября — 1 тур, 28 ноября — 2 тур, результаты которого стали причиной нового военно-политического кризиса. Независимая избирательная комиссия (НИК) не смогла подсчитать результаты голосования к крайнему сроку (2 декабря 2010 года), однако объявила предварительные результаты и признала победителем оппозиционного кандидата Алассана Уаттару, что привело к беспорядкам и закрытию границ страны. 4 декабря 2010 года Конституционный совет отменил решение НИК и объявил победителем Гбагбо, который назначил новым премьер-министром Жильбер-Мари Н’Гбо Аке, при этом Соро, признавший победу Уаттары, объявил о формировании нового кабинета на контролируемой северной территории. Уаттара получил международную поддержку, представляемые им силы оппозиции возобновили боевые действия и 30 марта 2011 года заняли столицу Ямусукро. 11 апреля 2011 года в ходе боёв в экономическом центре страны Абиджане французский спецназ арестовал Гбагбо в его резиденции, после чего назначение правительства Н’Гбо Аке и все его решения были признаны незаконными, многие члены этого кабинета арестованы, а назначенные ранее члены правительства Г. Соро официально приступили к исполнению своих полномочий. На парламентских выборах, состоявшихся 11 декабря 2011 года, Г. Соро поддержал сформированную Уаттарой коалицию «Объединение уфуэтистов за демократию и мир» (сторонников курса первого президента Кот д’Ивуара Феликса Уфуэ-Буаньи). После избрания Соро президентом Национального собрания, на пост премьер-министра был назначен представитель Демократической партии Жанно Ауссу-Куадьо, после чего политический процесс формирования правительства стабилизировался.
Курсивом и серым цветом выделены даты начала и окончания полномочий лиц, временно замещающих главу правительства.
|                                                          | Портрет          | Имя (годы жизни)                                             | Полномочия                                                        | Полномочия | Партия | Выборы | Кабинет           | Пр.                         |
| Начало                                                   | Портрет          | Имя (годы жизни)                                             | Окончание                                                         | | Партия | Выборы | Кабинет           | Пр.                         |
| -------------------------------------------------------- | ---------------- | ------------------------------------------------------------ | ----------------------------------------------------------------- | --- | --- | --- | ----------------- | --------------------------- |
| 3                                                        |                  | Алассан-Драман Уаттара (1942—) фр. Alassane Dramane Ouattara | 7 ноября 1990                                                     | 11 декабря 1993 | Демократическая партия Кот-д’Ивуара — Африканское демократическое собрание | 1990 | Уаттара           | [ 17 ] [ 18 ] [ 19 ]        |
| 4 (I—III)                                                |                  | Даниэль-Каблан Дёнкан (1943—) фр. Daniel Kablan Duncan       | 11 декабря 1993                                                   | 22 ноября 1995 | Демократическая партия Кот-д’Ивуара — Африканское демократическое собрание с участием независимых политиков | 1990 | Дёнкан (I)        | [ 20 ] [ 21 ] [ 22 ]        |
| 4 (I—III)                                                | 22 ноября 1995   | Даниэль-Каблан Дёнкан (1943—) фр. Daniel Kablan Duncan       | 11 августа 1998                                                   | 1995 | Демократическая партия Кот-д’Ивуара — Африканское демократическое собрание с участием независимых политиков | Дёнкан (II) |                   | [ 20 ] [ 21 ] [ 22 ]        |
| 4 (I—III)                                                | 11 августа 1998  | Даниэль-Каблан Дёнкан (1943—) фр. Daniel Kablan Duncan       | 24 декабря 1999.                                                  | 1995 | Демократическая партия Кот-д’Ивуара — Африканское демократическое собрание с участием независимых политиков | Дёнкан (III) |                   | [ 20 ] [ 21 ] [ 22 ]        |
| пост вакантен с 24 декабря 1999 года до 18 мая 2000 года |                  |                                                              |                                                                   | | | |                   |                             |
| 5 (I)                                                    |                  | Седу-Элиман Диарра (1933—2020) фр. Seydou Elimane Diarra     | 18 мая 2000                                                       | 27 октября 2000 | независимый в коалиции с Ивуарийским народным фронтом | [ комм. 2 ] | Диарра (I)        | [ 23 ] [ 24 ] [ 25 ] [ 26 ] |
| 6 (I—IV)                                                 |                  | Паскаль Аффи Н’Гессан (1953—) фр. Pascal Affi N'Guessan      | 27 октября 2000                                                   | 10 декабря 2000 | Ивуарийский народный фронт | [ комм. 2 ] | Аффи Н’Гессан (I) | [ 27 ] [ 28 ] [ 29 ] [ 30 ] |
| 6 (I—IV)                                                 | 10 декабря 2000  | Паскаль Аффи Н’Гессан (1953—) фр. Pascal Affi N'Guessan      | 5 августа 2002                                                    | 2000—2001 | Ивуарийский народный фронт | Аффи Н’Гессан (II) |                   | [ 27 ] [ 28 ] [ 29 ] [ 30 ] |
| 6 (I—IV)                                                 | 5 августа 2002   | Паскаль Аффи Н’Гессан (1953—) фр. Pascal Affi N'Guessan      | 1 октября 2002                                                    | Ивуарийский народный фронт в коалиции с Объединением республиканцев, Демократической партией Кот-д’Ивуара — Африканским демократическим собранием и независимыми политиками | [ комм. 3 ] | Аффи Н’Гессан (III) |                   | [ 27 ] [ 28 ] [ 29 ] [ 30 ] |
| 6 (I—IV)                                                 | 1 октября 2002   | Паскаль Аффи Н’Гессан (1953—) фр. Pascal Affi N'Guessan      | 10 февраля 2003                                                   | Ивуарийский народный фронт в коалиции с Объединением республиканцев, Демократической партией Кот-д’Ивуара — Африканским демократическим собранием и независимыми политиками | [ комм. 3 ] | Аффи Н’Гессан (IV) |                   | [ 27 ] [ 28 ] [ 29 ] [ 30 ] |
| 5 (II)                                                   |                  | Седу-Элиман Диарра (1933—2020) фр. Seydou Elimane Diarra     | 10 февраля 2003                                                   | 5 декабря 2005 | [ комм. 3 ] | независимый в коалиции с Ивуарийским народным фронтом, Демократической партией Кот-д’Ивуара — Африканским демократическим собранием, Союзом за демократию и мир в Кот-д’Ивуаре, Ивуарийской рабочей партией, Гражданским и демократическим союзом, Объединением республиканцев и входившими в Новые силы Кот д’Ивуара Патриотическим движением Кот-д’Ивуара и Движением за справедливость и мир                                 | Диарра (II)       | [ 23 ] [ 24 ] [ 25 ] [ 26 ] |
| 7 (I—II)                                                 |                  | Шарль-Конан Банни (1940—2021) фр. Charles Konan Banny        | 5 декабря 2005                                                    | 16 сентября 2006 | [ комм. 3 ] | Демократическая партия Кот-д’Ивуара — Африканское демократическое собрание в коалиции Ивуарийским народным фронтом, Объединением республиканцев, Движением сил будущего, Союзом за демократию и мир в Кот-Д’Ивуаре, Гражданским и демократическим союзом, Ивуарийской рабочей партией, входившими в Новые силы Кот д’Ивуара Патриотическим движением Кот-д’Ивуара и Движением за справедливость и мир и независимыми политиками | Банни (I)         | [ 31 ] [ 32 ] [ 33 ]        |
| 7 (I—II)                                                 | 16 сентября 2006 | Шарль-Конан Банни (1940—2021) фр. Charles Konan Banny        | 29 марта 2007                                                     | Демократическая партия Кот-д’Ивуара — Африканское демократическое собрание в коалиции с Ивуарийским народным фронтом, Объединением республиканцев, Союзом за демократию и мир в Кот-Д’Ивуаре, Гражданским и демократическим союзом, Ивуарийской рабочей партией, входившими в Новые силы Кот д’Ивуара Патриотическим движением Кот-д’Ивуара и Движением за справедливость и мир и независимыми политиками | [ комм. 3 ] | Банни (II) |                   | [ 31 ] [ 32 ] [ 33 ]        |
| 8 (I—II)                                                 |                  | Гийом-Кигбафори Соро (1972—) фр. Guillaume Kigbafori Soro    | 29 марта 2007                                                     | 23 февраля 2009 | [ комм. 3 ] | Новые силы Кот-д’Ивуара включая Патриотическое движение Кот-д’Ивуара и в коалиции с Ивуарийским народным фронтом, Демократической партией Кот-д’Ивуара — Африканским демократическим собранием, Объединением республиканцев, Движением сил будущего, Ивуарийской рабочей партией, Гражданским и демократическим союзом, Союзом за демократию и мир в Кот-Д’Ивуаре и независимыми политиками                                     | Соро (I)          | [ 34 ] [ 35 ] [ 36 ]        |
| 8 (I—II)                                                 | 23 февраля 2009  | Гийом-Кигбафори Соро (1972—) фр. Guillaume Kigbafori Soro    | 6 декабря 2010                                                    | Новые силы Кот-д’Ивуара включая Патриотическое движение Кот-д’Ивуара и в коалиции с Ивуарийским народным фронтом, Демократической партией Кот-д’Ивуара — Африканским демократическим собранием, Объединением республиканцев, Движением сил будущего, Ивуарийской рабочей партией, Союзом за демократию и мир в Кот-Д’Ивуаре, Республиканским союзом за демократию и независимыми политиками               | [ комм. 3 ] | Соро (II) |                   | [ 34 ] [ 35 ] [ 36 ]        |
| 9                                                        |                  | Жильбер-Мари Н’Гбо Аке (1955—) фр. Gilbert Marie N'gbo Aké   | 7 декабря 2010                                                    | 11 апреля 2011 | [ комм. 3 ] | независимый | Н’Гбо Аке         | [ 37 ] [ 38 ] [ 39 ]        |
| 8 (III—IV)                                               |                  | Гийом-Кигбафори Соро (1972—) фр. Guillaume Kigbafori Soro    | 6 декабря 2010 (назначение) 11 апреля 2011 (получение полномочий) | 23 мая 2011 | [ комм. 3 ] | Новые силы Кот-д’Ивуара включая Патриотическое движение Кот-д’Ивуара | Соро (III)        | [ 34 ] [ 35 ] [ 36 ]        |
| 8 (III—IV)                                               | 23 мая 2011      | Гийом-Кигбафори Соро (1972—) фр. Guillaume Kigbafori Soro    | 13 марта 2012                                                     | Соро (IV) | [ комм. 3 ] | Новые силы Кот-д’Ивуара включая Патриотическое движение Кот-д’Ивуара |                   | [ 34 ] [ 35 ] [ 36 ]        |
| 10                                                       |                  | Жанно Ауссу-Куадьо (1951—) фр. Jeannot Ahoussou-Kouadio      | 13 марта 2012                                                     | 21 ноября 2012 | Демократическая партия Кот-д’Ивуара — Африканское демократическое собрание в коалиции с Объединением республиканцев, Союзом за демократию и мир в Кот-Д’Ивуаре, Новыми силами Кот-д’Ивуара и независимыми политиками | 2011 | Ауссу-Куадио      | [ 40 ] [ 41 ] [ 42 ]        |
| 4 (IV)                                                   |                  | Даниэль-Каблан Дёнкан (1943—) фр. Daniel Kablan Duncan       | 21 ноября 2012                                                    | 10 января 2017 | Демократическая партия Кот-д’Ивуара — Африканское демократическое собрание в коалиции с Объединением республиканцев, Союзом за демократию и мир в Кот-Д’Ивуаре, Союзом за Кот-Д’Ивуар и независимыми политиками      | 2011 | Дёнкан (IV)       | [ 20 ] [ 21 ] [ 22 ]        |
| 11 (I—III)                                               |                  | Амаду-Гон Кулибали (1959—2020) фр. Amadou Gon Coulibaly      | 10 января 2017                                                    | 4 июля 2018 | Объединение республиканцев в коалиции с Демократической партией Кот-д’Ивуара — Африканским демократическим собранием и независимыми политиками                                                                       | 2016 | Кулибали (I)      | [ 43 ] [ 44 ] [ 45 ]        |
| 11 (I—III)                                               | 4 июля 2018      | Амаду-Гон Кулибали (1959—2020) фр. Amadou Gon Coulibaly      | 3 октября 2019                                                    | Объединение уфуэтистов за демократию и мир в коалиции с Демократической партией Кот-д’Ивуара — Африканским демократическим собранием, Союзом за демократию и мир в Кот-Д’Ивуаре, и независимыми политиками | Кулибали (II) | 2016 |                   | [ 43 ] [ 44 ] [ 45 ]        |
| 11 (I—III)                                               | 3 октября 2019   | Амаду-Гон Кулибали (1959—2020) фр. Amadou Gon Coulibaly      | 8 июля 2020                                                       | Объединение уфуэтистов за демократию и мир в коалиции с Демократической партией Кот-д’Ивуара — Африканским демократическим собранием, Союзом за демократию и мир в Кот-Д’Ивуаре, и независимыми политиками | Кулибали — Бакайоко | 2016 |                   | [ 43 ] [ 44 ] [ 45 ]        |
| врио                                                     |                  | Амед Бакайоко (1965—2021) фр. Hamed Bakayoko                 | 2 мая 2020                                                        | Объединение уфуэтистов за демократию и мир в коалиции с Демократической партией Кот-д’Ивуара — Африканским демократическим собранием, Союзом за демократию и мир в Кот-Д’Ивуаре, и независимыми политиками | Кулибали — Бакайоко | 2 июля 2020 | [ комм. 11 ]      | [ 46 ] [ 47 ] [ 48 ]        |
| и. о.                                                    | 8 июля 2020      | Амед Бакайоко (1965—2021) фр. Hamed Bakayoko                 | 30 июля 2020                                                      | Объединение уфуэтистов за демократию и мир в коалиции с Демократической партией Кот-д’Ивуара — Африканским демократическим собранием, Союзом за демократию и мир в Кот-Д’Ивуаре, и независимыми политиками | Кулибали — Бакайоко | [ комм. 12 ] |                   | [ 46 ] [ 47 ] [ 48 ]        |
| 12                                                       | 30 июля 2020     | Амед Бакайоко (1965—2021) фр. Hamed Bakayoko                 | 10 марта 2021                                                     | Объединение уфуэтистов за демократию и мир в коалиции с Демократической партией Кот-д’Ивуара — Африканским демократическим собранием, Союзом за демократию и мир в Кот-Д’Ивуаре, и независимыми политиками | Кулибали — Бакайоко | [ комм. 13 ] |                   | [ 46 ] [ 47 ] [ 48 ]        |
| врио                                                     |                  | Патрик-Жером Аши (1955—) фр. Patrick Jérôme Achi             | 8 марта 2021                                                      | 10 марта 2021 | Кулибали — Бакайоко | Объединение уфуэтистов за демократию и мир в коалиции с Объединением республиканцев, Союзом за демократию и мир в Кот-Д’Ивуаре и независимыми политиками | [ комм. 14 ]      | [ 49 ] [ 50 ]               |
| и. о.                                                    | 10 марта 2021    | Патрик-Жером Аши (1955—) фр. Patrick Jérôme Achi             | 30 марта 2021                                                     | [ комм. 15 ] | Кулибали — Бакайоко | Объединение уфуэтистов за демократию и мир в коалиции с Объединением республиканцев, Союзом за демократию и мир в Кот-Д’Ивуаре и независимыми политиками |                   | [ 49 ] [ 50 ]               |
| 13                                                       | 30 марта 2021    | Патрик-Жером Аши (1955—) фр. Patrick Jérôme Achi             | 17 октября 2023                                                   | 2021 | Аши | Объединение уфуэтистов за демократию и мир в коалиции с Объединением республиканцев, Союзом за демократию и мир в Кот-Д’Ивуаре и независимыми политиками |                   | [ 49 ] [ 50 ]               |
| 14                                                       |                  | Робер-Бёгре Мамбе (1952—) фр. Robert Beugré Mambé            | 17 октября 2023                                                   | 2021 | действующий | Объединение уфуэтистов за демократию и мир | Мамбе             | [ 51 ] [ 52 ]               |